# Версальский лабиринт
Лабиринт Версаля — бывший лабиринт в Версальском парке, оформленный группами фонтанов и скульптур, изображавших сцены из басен Эзопа. Сначала, в 1665 году, архитектор парка Андре Ленотр спроектировал Лабиринт из простых аллей, но в 1669 году Шарль Перро посоветовал королю Людовику XIV добавить в него тридцать девять фонтанов, каждый из которых будет представлять одну из басен Эзопа. Работы по созданию Лабиринта продолжались с 1672 по 1677 год. Струи воды, несущиеся из ртов животных-персонажей, словно изображали разговор между этими созданиями. Рядом с фонтанами были размещены таблички с подписями и строфами поэта Исаака Бенсерада. Подробные описания Лабиринта, его басен и скульптур представлены в издании «Лабиринт Версаля» Шарля Перро, иллюстрированном гравюрами Себастьяна Леклерка.
В 1778 году по распоряжению Людовика XVI на месте Лабиринта был устроен дендрарий с экзотическими деревьями в стиле английского парка.

## Создание
В 1665 году Андре Ленотр распланировал лабиринт из живой изгороди на участке южнее Фонатана Латоны рядом с Оранжереей. В 1668 году Жан де Лафонтен опубликовал свой первый сборник басен, посвященных Великому дофину Людовику, шестилетнему сыну Людовика XIV. Хотя Лафонтен вызвал недовольство короля, его стихи, возможно, вдохновили Шарля Перро, автора «Сказок матушки Гусыни», который в предыдущем году стал главным служащим сюринтендатства королевских строений, посоветовать Людовику XIV в 1669 году перестроить Лабиринт таким образом, чтобы он помогал обучению Дофина. С 1672 по 1677 Ленотр перепланировал Лабиринт, добавив к нему 39 фонтанов, которые изображали сюжеты басен Эзопа. Над созданием статуй работали скульпторы Жан-Батист Тюби, Этьен Ле Онгр, Пьер ле Гро Старший, а также братья Гаспар и Бальтазар Марси.
Каждый фонтан сопровождала табличка с басней Эзопа в виде четверостишия, написанного Исааком де Бенсерадом. По этим табличкам сын Людовика XIV учился читать. Бенсерад, который также отбирал басни для Лабиринта, отмечал, что его стихи описывали соответствующие басни именно по желанию Короля.
Когда в 1677 году строительство Лабиринта было завершено, в нём расположились 39 фонтанов с 333 раскрашенными металлическими скульптурами животных. Вода для работы фонтанов поставлялась из Сены с помощью Машины Марли. В ней использовалось 14 водоподъемных колес, которые приводили в действие 253 помпы, некоторые из которых работали на расстоянии в три четверти мили.
Пиганьол де Лафорс описывал Лабиринт как «сеть аллей, огражденных палисадником, где легко заблудиться», а также продолжал: «на каждом повороте вы видите фонтан, изысканно украшенный ракушками, который очень просто представляет сказку, а её сюжет пересказан в четырёх строках золотыми буквами на бронзовой табличке».
Вскоре после того, как Лабиринт был построен, Перро опубликовал его описание: «Это квадрат молодого и очень густо посаженного леса, прорезанный многочисленными аллеями, которые переплетаются друг с другом так искусно, что нет ничего легче и приятнее, чем в них заблудиться. В конце каждой аллеи и в местах их пересечения находятся фонтаны, так что в каком бы месте вы ни находились, можно одновременно увидеть три или четыре из них, а чаще шесть или семь. Бассейны этих фонтанов, различные по фигурам и оформлению, украшены изящным камнями и редкими ракушками. Кроме того, на них изображены животные — персонажи самых известных басен Эзопа. Эти творения настолько хороши, что кажутся живыми и участвуют в действе, которое изображают. Можно даже сказать, что они произносят слова, которые предписаны им в басне, поскольку струи воды, которые они посылают друг другу, кажется, не только оживляют их, но и служат для выражения их чувств и мыслей.»

## Успех Лабиринта
Лабиринт пользовался большой популярностью не только у Короля и дофина, а также среди знати, которая допускалась к Версальскому парку. Учитывая это, в 1675 году было издано руководство «Лабиринт Версаля» Перро, содержащее басни, описания фонтанов и стихи, написанные поэтом Исааком Бенсераде для каждой басни. В 1677 году руководство переиздали с гравюрами Себастьяна Леклерка Старшего. Вскоре вышло третье издание, в котором гравюры Леклерка были раскрашены Жаком Бейли. Маленькая карманная книжка была роскошно оправлена красным сафьяном с позолоченным тиснением. Также руководство перевели и дважды издали на английском: под редакцией Джона Боулза и в книге «Эзоп при Дворе» Даниэля Беллами-старшего с гравюрами Джоржа Бикхема.
Лабиринт играл значительную роль в создании неповторимого образа Версальского парка. В иллюстрированном путеводителе, напечатанном в Амстердаме в 1682 году, работа Ленотра была оценена очень высоко: «Среди всех этих произведений нет ничего более прекрасного и похвального, чем Королевский парк в Версале, и в нём — Лабиринт… Перекресток и повороты Лабиринта, окруженные с обеих сторон зелеными подстриженными живыми изгородями, не наводят скуку, поскольку всегда рядом скульптуры и фонтаны, которые рассказывают загадочные и поучительные басни Эзопа.»
Композитор Маре Марен, нанятый в 1676 году музыкантом в Королевский двор Версаля, был знаком с Лабиринтом. К своему произведению «Лабиринт и другие истории» он написал анонс: «Входящий в лабиринт опускается до уток и собак и поднимается вместе с Вакхом».

## Эзоп и Купидон
У входа в Лабиринта были размещены две статуи: одна — Эзопа, который держал свиток бумаги (работы Легро), другая — статую Любви, или Купидона, который держал в руке клубок ниток, подобно Ариадне (работы Тюби).
Перро писал об этих двух статуях: «У Эзопа есть сверток бумаги, который он показывает Любви, у которой есть клубок ниток, что как бы говорит: если человек по воле Божьей оказался в лабиринте, выбраться из него не составит труда, если вместе с любовью идет мудрость, о чём Эзоп и учит в своих баснях.»

## Басни в Лабиринте
1. Филин и птицы (Le duc et les oiseaux, Perry 614)
2. Петухи и куропатка (Les coqs et la perdrix, Perry 23)
3. Петух и лис (Le coq et le renard, Perry 252)
4. Петух и бриллиант (Le coq et le diamant, Perry 503)
5. Повешенный кот и крысы (Le chat pendu et les rats, Perry 79)
6. Орел и лис (L’aigle et le renardPerry 1)
7. Павлины и сойка (Les paons et le geai, Perry 472)
8. Петух и индюк (Le coq et le coq d’Inde)
9. Павлин и галка (Le paon et la pie, Perry 219)
10. Дракон, наковальня и пила (Le dragon, l’enclume et la lime, Perry 93)
11. Обезьяна и её малыши (Le singe et ses petits, Perry 218)
12. Птичий бой (Le combat des oiseaux, Perry 566)
13. Курица и цыплята (La poule et les poussins, Perry 601)
14. Лис и журавль, первая часть (Le renard et la grue, Perry 426)
15. Журавль и лиса, вторая часть (La grue et le renard, Perry 426)
16. Павлин и соловей (Le paon et le rossignol, Perry 509)
17. Попугай и обезьяна (Le perroquet et le singe)
18. Судья обезьяна (Le singe juge, Perry 474)
19. Крыса и лягушка (Le rat et la grenouille, Perry 384)
20. Кролик и черепаха (Le lièvre et la tortue, Perry 226)
21. Волк и журавль (Le loup et la grue, Perry 156)
22. Ястреб и птицы (Le milan et les oiseaux)
23. Обезьяна король (Le singe roi, Perry 81)
24. Лис и козел (Le renard et le bouc, Perry 9)
25. Совет крыс (Le conseil des rats, Perry 613)
26. Лягушки и Юпитер (Les Grenouilles et Jupiter, Perry 44)
27. Обезьяна и кот (Le singe et le chat, отсутствует в Perry)
28. Лис и виноград (Le renard et les raisins, Perry 15)
29. Орел и Жук (L’aigle, le lapin et l’escarbot, Perry 3)
30. Волк и дикобраз (Le loup et le porc-épi)
31. Многоголовый змей (Le serpent à plusieurs têtes)
32. Маленькая мышь, кот и петух (La petite souris, le chat et le cochet)
33. Ястреб и голуби (Le milan et les colombes, Perry 486)
34. Обезьяна и дельфин (Le dauphin et le singe, Perry 73)
35. Лис и ворон (Le renard et le corbeau, Perry 124)
36. Лебедь и журавль (Du cygne et de la grue, Perry 233)
37. Волк и голова (Le loup et la tête, Perry 27)
38. Змея и ёж (Le serpent et le porc-epic)
39. Утки и маленький спаниель (Les cannes et le petit barbet)

## Разрушение
В 1778 году Лабиринт был разрушен по распоряжению Людовика XVI ввиду большой стоимости его содержания. На месте лабиринта был обустроен дендрарий из экзотических деревьев в английском стиле, который получил название боскета Королевы. В 1785 году именно в этой части Версальского парка произошел эпизод, связанный с делом об ожерелье королевы, которое скомпрометировало Марию-Антуанетту.
От прежнего лабиринта сохранились 34 детали фонтанов и две статуи Амура и Эзопа; они хранятся в запасниках Национального музея замков Версаля и Трианона.